# Gerd Saborowski

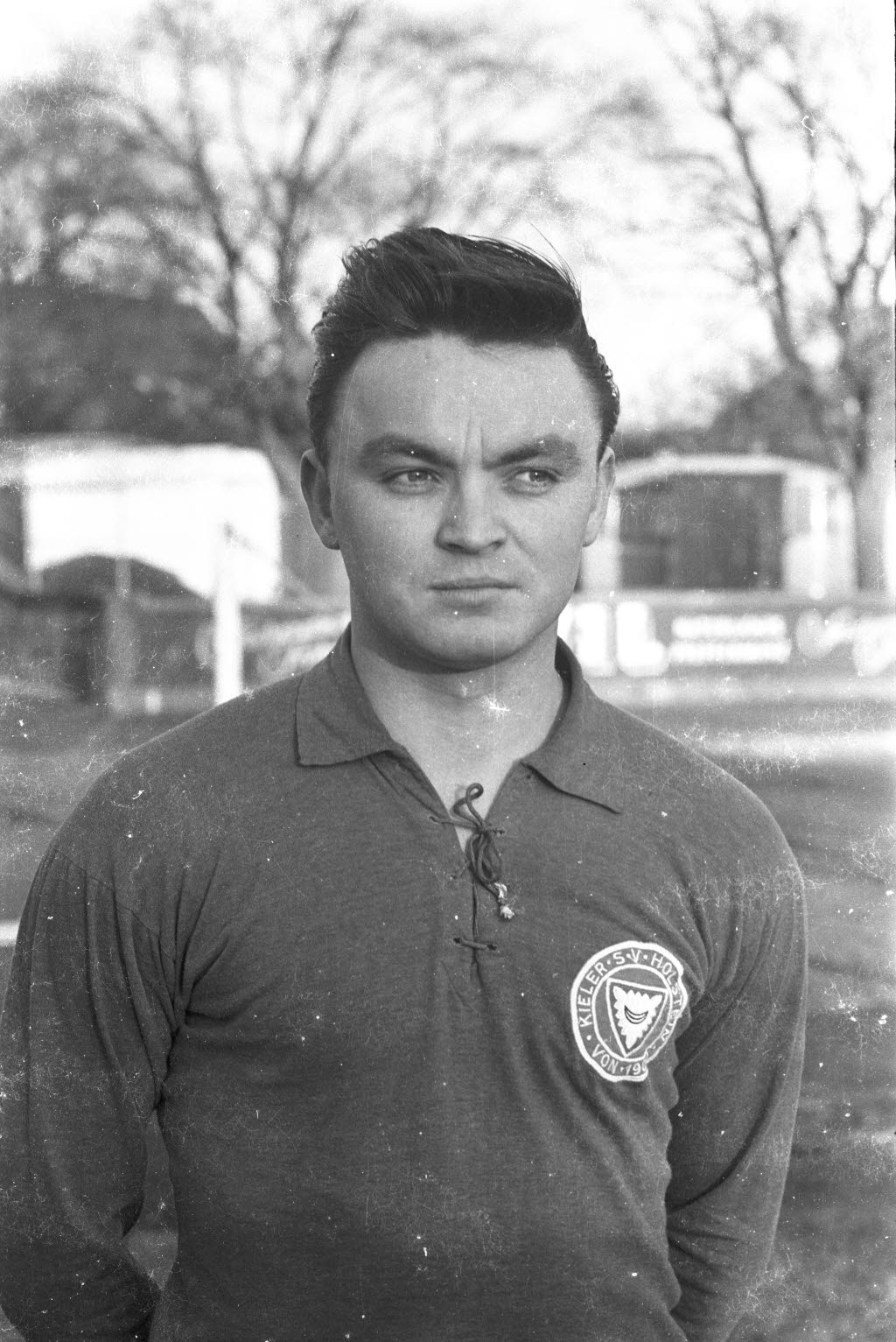
Gerd Saborowski (1965)

Gerd Saborowski (* 3. September 1943 in Altendorf (Pommern)) ist ein ehemaliger deutscher Fußballspieler, der im Jahre 1967 als Stürmer von Eintracht Braunschweig die deutsche Fußballmeisterschaft gewann.

## Laufbahn

### Regionalliga Nord, 1963 bis 1966
Der im Jahre 1962 mit der deutschen Jugendnationalmannschaft in Rumänien am UEFA-Juniorenturnier teilgenommene Angriffsspieler des TSV Siems (Lübeck), wechselte zur Runde 1963/64 zu Holstein Kiel in die neue Regionalliga Nord. Am sechsten Spieltag, den 15. September 1964, trug er sich erstmals in die Torschützenliste der „Störche“ ein. Der Neuzugang steuerte alle drei Tore zum 3:0-Heimsieg gegen den ASV Bergedorf 85 bei. In 22 Einsätzen gelangen ihm 14 Tore in der Saison 1963/64. Im zweiten Jahr bei Kiel, an der Seite von Franz-Josef Hönig und Gerd Koll, trug er mit seinen 34 Toren maßgeblich zu überlegen herausgespielten Meisterschaft bei. Mit 94:41 Toren und zehn Punkten Vorsprung vor dem Vizemeister St. Pauli gewann Holstein Kiel mit dem Nord-Torschützenkönig Saborowski den Meistertitel 1964/65 und zog damit in die Bundesliga-Aufstiegsrunde ein. Zum Aufstieg reichte es nicht. Borussia Mönchengladbach setzte sich knapp gegen den SSV Reutlingen, Kiel und Worms durch, aber drei Treffer gelangen Saborowski auch in dieser Runde. In seiner dritten Saison mit Kiel in der Regionalliga, 1965/66, absolvierte er 31 Spiele und steuerte 22 Treffer bei. Die Mannschaft von Trainer Hellmut Meidt, er wurde ab März 1966 von Rudolf Faßnacht abgelöst, verpasste aber als Dritter knapp den erneuten Einzug in die Aufstiegsrunde. Daraufhin wechselte Saborowski zur Runde 1966/67 zum Bundesligisten Eintracht Braunschweig. Von 1963 bis 1966 hatte er 83 Spiele mit 70 Toren für Holstein Kiel in der Regionalliga Nord erzielt.

### Fußball-Bundesliga, 1966 bis 1971
Trainer Helmuth Johannsen setzte den Ex-Kieler am Starttag der Bundesligarunde 1966/67, den 20. August 1966, im Heimspiel gegen den SV Werder Bremen ein. Saborowski erzielte in der 81. Minute das 2:0 für Braunschweig und die „Löwen“ ließen in den nächsten Monaten eine überraschend gute Runde folgen. Saborowski kam zu 33 Einsätzen und erzielte acht Tore. Mit einer überragend guten Defensive und der Offensive um Lothar Ulsaß gelang Eintracht Braunschweig der Gewinn der deutschen Meisterschaft 1967.
Der Erfolg in der Meisterschaft zahlte sich für Saborowski auch durch drei Einsätze in der Juniorennationalmannschaft U 23 des DFB aus. Er bestritt die Länderspiele im Oktober 1966 gegen die Türkei, im November 1966 gegen Rumänien und am 3. Mai 1967 in Mönchengladbach gegen die Tschechoslowakei. Beim 3:1-Erfolg im Bökelbergstadion bildete er zusammen mit Herbert Wimmer, Günter Netzer, Jupp Heynckes und Horst Köppel den deutschen Angriff.
In der Runde 1967/68 spielte Braunschweig im Europa-Cup. Im Rückspiel gegen SK Rapid Wien, am 29. November 1967, erzielte Saborowski das entscheidende Tor zum 2:0-Endstand. Sein dritter Einsatz im Europa-Cup war das Entscheidungsspiel am 20. März 1968 im Berner Wankdorfstadion gegen Juventus Turin. Die Mannschaft von Trainer Heriberto Herrera setzte sich mit einem Tor des Schweden Roger Magnusson, gegen die ohne die Verletzten Lothar Ulsaß und Horst Berg angetretenen Braunschweiger, durch.
In der Saison 1970/71, jetzt war in Braunschweig Otto Knefler als Trainer tätig, kam Saborowski nochmals zu zehn Einsätzen mit zwei Toren. Sein letztes Bundesligaspiel bestritt er am 1. Mai 1971 bei der 1:2-Niederlage beim Hamburger SV. Er wechselte zur Runde 1971/72 zurück zu Holstein Kiel in die Regionalliga Nord und beendete dort 1972 seine Laufbahn im deutschen Ligafußball. Er blieb noch bis 1973 bei den "Störchen". Danach ließ er seine Karriere bei seinem Stammverein TSV Siems ausklingen.